# Elminia albiventris
Azulinho-de-barriga-branca ou papa-moscas-de-poupa-de-barriga-branca (Elminia albiventris) é uma espécie de ave da família Stenostiridae.
Pode ser encontrada nos seguintes países: Burundi, Camarões, República Democrática do Congo, Guiné Equatorial, Nigéria, Ruanda e Uganda.
Os seus habitats naturais são: regiões subtropicais ou tropicais húmidas de alta altitude.